# ليقندية
ليكاندوس أو ليقندية (اليونانية: Λυκανδός)، والمعروفة باسم جهان بالأرمنية، كانت اسم قلعة بيزنطية ومقاطعة عسكرية مدنية (أو "بند")، والمعروفة باسم ثيم ليقندية (θέμα Λυκανδοῦ)، في القرنين العاشر والحادي عشر.

### تاريخ ليقندية كبند
استنادًا إلى الأدلة السيجيلوغرافية [الإنجليزية] الغنية، نُظّمَت ليقندية مثل الموضوعات الأخرى، وكان يمتلك مجموعة كاملة من المسؤولين الموضوعيين. إداريًا، كانت تُشغل غالبًا جنبًا إلى جنب مع الموضوعات المجاورة لميليتيني وتزاماندوس. لا يبدو أنها شكلت أسقفية.
في عام 917، شاركت قوات ليقندية في الحملة الكارثية ضد بلغاريا والتي انتهت بمعركة أخيلوس. لعبت قوات البند دورًا رئيسًا في الحروب العربية البيزنطية في أوائل ومنتصف القرن العاشر، وخاصة في حملات يوحنا قورقيس [الإنجليزية]، التي وسعت الحدود الإمبراطورية شرقًا إلى نهر الفرات وإلى أرمينية والشام، وكذلك في الحروب الأهلية في أواخر القرن العاشر.
في ستينيات القرن التاسع، قام قطب المدينة أوستاثيوس ماليينوس [الإنجليزية]، الذي كان يسيطر على مدينة شارسيانون، بتوسيع نفوذه ليشمل ليقندية أيضًا. ق. 969 ، كان ماليينوس لفترة من الوقت استراتيجيًا مشتركًا (حاكمًا عسكريًا) لليقندية ومدينة أنطاكية التي اُحتلّت حديثًا من العرب. كان هذا الترتيب المزدوج واضحًا أيضًا على مدى السنوات التالية، بينما في منتصف القرن الحادي عشر، يبدو أن حاكم ليقندية كان يُعقد جنبًا إلى جنب مع منصب كاتيبانو [الإنجليزية] (القائد العسكري الإقليمي) في ملطية.
فقد البيزنطيون المنطقة بعد معركة ملاذكرد في عام 1071، عندما اجتاحها الأتراك السلاجقة، ولكنها تظهر مع ذلك في المنح الرسمي للأراضي من الإمبراطور ألكسيوس الأول كومنينوس (حكم. 1081–1118 م) إلى ملك أنطاكية بوهيموند الأول في عام 1108 م.